# Посеч
Посеч (укр. Посіч) — село в Лисецкой поселковой общине Ивано-Франковского района Ивано-Франковской области Украины.
Население по переписи 2001 года составляло 84 человека. Почтовый индекс — 77452. Телефонный код — 0342.